# ユキコ・ルシール・デービス
ユキコ・ルシール・デイヴィス（英語: Yukiko Lucille Davis, 1917年 - 2001年?）は、アメリカ合衆国の華道家（池坊）、団体役員である。日系アメリカ人として生まれ、満州国初代国務総理大臣鄭孝胥の孫・鄭子罕に嫁いだ。日本名田島 由喜子（たじま ゆきこ）、中国名淑仲（スーツォン、英語: Su Chung）。

## 略歴
- 1917年 - 1933年 : アメリカ合衆国カリフォルニア州
- 1933年 - 1939年 : 日本
- 1939年 - 1942年 : 満州国奉天
- 1942年 - 1950年 : 中華民国（中華人民共和国）北京
- 1950年 - 1966年 : 日本
- 1966年 -     　 : 米国

## 人物・来歴
1917年（大正6年）、米国・カリフォルニア州で日本からの移民、父田島隆之、母フクの長女として生まれる。
1933年（昭和8年）、事業に失敗した父隆之服毒自殺、母らとともに一家で日本に引き揚げる。
1936年（昭和11年）から日本に留学していた鄭子罕と1939年（昭和14年）に結婚し、すぐに満州国奉天（現在の瀋陽）に渡る。2人の結婚は日満親善結婚と新聞に報道され、新婚旅行の宿泊先の強羅ホテルでも日満親善結婚としての歓迎を受けた。
1941年（昭和16年）、娘欣満が誕生し、翌年北京に移り住む。
1949年（昭和24年）、共産主義の中華人民共和国が成立すると、アメリカ国籍のユキコの身は危うくなり、1950年に夫や娘と別れて日本に帰国する。まもなく、日本に赴任中のアメリカ人男性、ケネス・デイヴィスと再婚する。このころ、嵯峨浩と初めて会う。浩とユキコとの関係は、浩の夫愛新覚羅溥傑の妹・韞龢（浩の義妹）が、鄭子罕の兄の妻（ユキコの義姉）、という関係であった。
1956年（昭和31年）、前夫の鄭子罕と正式離婚する。同年、鎌倉に住み始める。
1957年（昭和32年）、天城山心中事件で、嵯峨浩の長女・愛新覚羅慧生が死亡する。ユキコは長女を失った浩への支援として鎌倉でバザーを行う。
1961年（昭和36年）、いけばなインターナショナル鎌倉支部が創立され、ユキコは1963年まで同支部の会長を務めた。 1965年（昭和40年）には、「スー・ツォン（ルシール・デイヴィス）」の名で、料理書 COURT DISHES of CHINA; The Cuisine of the Ch'ing Dynasty（「中国宮廷料理 清王朝の料理法」の意）をチャールズ・イー・タトル出版から上梓する。
1966年（昭和41年）、夫が退職し、夫と一緒にアメリカに渡る。同年、前夫の鄭子罕が自殺する。
1976年（昭和51年）、娘・欣満からの手紙を受け取り、1978年（昭和53年）、娘との再会を果たす。この再開実現の背景には北京に越していた愛新覚羅溥傑・嵯峨浩夫婦や、浩の弟である嵯峨公元らの尽力があった。それと引き換えに娘との再会の前年の1977年に夫を失っている。
アメリカに移ってから、月に一回、華道池坊の教室を開催し、1995年（平成7年）に行われた華道池坊アメリカ南部地区大会のデモンストレーションでは、実施会場の推薦と本大会の通訳をユキコは務めている。同年、45年振りに北京を訪れ、鄭家の一族や義姉・韞龢と再会している。同年以降の記録は不明である。2001年5月23日に、フロリダ州パナマシティ在住1917年3月25日生まれのChung Suという名前の人物が死亡したとの記録があるが、ユキコ本人であるかは不明。

## 著書
- COURT DISHES of CHINA; The Cuisine of the Ch'ing Dynasty, Charles E. Tuttle, 1965年

## 家族

### 田島家
- 父 田島 隆之（たじま たかゆき、1890年6月10日 - 1933年9月14日）

広島県出身。1905年にカリフォルニアに渡り、カリフォルニアのレタスを東海岸に出荷・販売して利益を上げ、「カリフォルニアのレタス王」と呼ばれる。しかし、次第に事業は厳しくなってついには全財産を失い、サリナスで自殺する。彼の成功や自殺は新聞にも報じられた。サリナスを舞台とする作品・『エデンの東』の主人公の父親であるアダム・トラスクは、彼がモデルとの説がある。
- 弟 田島 隆（たじま ゆたか、1919年 - ）

日本に帰化し、日米間の貿易会社・大同通商を立ち上げた。

### 鄭家
- 夫 鄭 子罕（てい しかん、1913年 - 1966年） - 鄭 禹の次男、鄭孝胥の孫
  - 長女 鄭 欣満（きんまん、1941年 - ）
- 義兄 鄭 廣元（てい こうげん、1907年 - 1994年） - 鄭 禹の長男、鄭孝胥の孫
- 義姉 金 韞龢（1911年 - 2001年） -  鄭 廣元の妻、愛新覚羅溥儀の妹（二格格、「第二皇女」の意）

### 愛新覚羅家
- 義兄 愛新覚羅溥傑（1907年 - 1994年） - 溥儀の弟、韞龢の兄
- 義姉 嵯峨浩（1914年 - 1987年） - 溥傑の妻
- 義姉 金 韞穎（1913年 - 1992年） - 溥儀の妹（三格格、「第三皇女」の意）